# Test Act
I Test Act furono una serie di leggi penali inglesi che imposero diverse interdizioni civili ai cattolici e ai nonconformisti.
I Test Act affermavano che solo chi professava la religione di Stato (l'anglicanesimo) era eleggibile alle cariche pubbliche e istituivano gravi sanzioni nei confronti dei dissidenti.
L'Act di Giacomo I d'Inghilterra obbligava tutti quelli che venivano "naturalizzati" a ricevere il sacramento dell'eucaristia secondo il rito anglicano. Non fu così però fino al regno di Carlo II d'Inghilterra in cui la condizione indispensabile per occupare una carica pubblica era di ricevere la comunione dalla Chiesa d'Inghilterra. Le prime imposizioni in questo senso iniziarono con il Corporation Act del 1661, il quale prevedeva che oltre al Giuramento di supremazia, tutti i membri delle corporazioni dovessero, entro un anno dall'elezione, ricevere il sacramento dell'eucaristia secondo i riti della Chiesa d'Inghilterra.

## Act del 1673
Questo atto fu seguito dal Test Act del 1673 (1672 nel vecchio calendario giuliano, poi abolito) il cui titolo era :"Un atto per prevenire pericoli che potrebbero accadere a causa dei dissidenti papisti". Esso fece valere su tutte le persone che ricoprivano un incarico pubblico, civile o militare, l'obbligo di fare il giuramento di supremazia e fedeltà e sottoscrivere una dichiarazione contro la transustanziazione oltre a ricevere il sacramento entro tre mesi dall'assunzione della carica.
Il giuramento del Test Act del 1673 era:

## Act del 1678
L'Act non si estendeva ai membri della Camera dei Lord; nel 1678 l'Act fu esteso con un altro che obbligava i membri di entrambe le camere, Lord e Comuni, a fare una dichiarazione contro la transustanziazione, l'invocazione ai santi e il sacrificio della messa.

## Abrogazione
La necessità di ricevere un sacramento per adempiere ad una carica pubblica fu abolita da Giorgio IV e tutti gli atti che richiedevano giuramenti e dichiarazioni contro la transustanziazione furono abrogati dal Sacramental Test Act 1828 e dal Roman Catholic Relief Act 1829.

## Stati Uniti
I Test Act sono vietati negli Stati Uniti dall'articolo VI della costituzione.

## Collegamenti attinenti
- Codice di Clarendon